# Облога Парижа (1870)
Облога Парижа 1870—1871 років — облога міста Париж під час Французько-прусської війни, що тривала з 19 вересня 1870 р. до 28 січня 1871 р. У цій військовій операції було задіяно 590 000 солдатів, і вона є найбільшою за всю історію XIX століття.

## Підготовка до облоги
Після перемоги над французами в Битві при Седані була відкрита дорога на Париж і прусська армія продовжила просування вглиб території супротивника. Прусську армію очолював особисто Вільгельм I. Німецькі сили швидко просувалися і вже 15 вересня були під стінами французької столиці. Відразу ж почалися приготування до облоги. 17 вересня пруськими військами були відбиті останні спроби французів врятувати шляхи постачання Парижа. 18 вересня були остаточно заблоковано всі залізничні шляхи сполучення з Парижем, а 19 вересня прусська армія офіційно приступила до облоги французької столиці.

## Співвідношення сил
| Ворогуючі сторони | Солдат  | Гармат | Вбито  | Поранено | Пропало | Полонені |
| ----------------- | ------- | ------ | ------ | -------- | ------- | -------- |
| Пруссія           | 235 824 | 898    | 2 000  | 8 600    | 1 400   |          |
| Франція           | 350 000 | 2 627  | 10 000 | 20 000   | 4 000   | 249 142  |
| Всього            | 585 824 | 3 525  | 12 000 | 28 600   | 5 400   |          |

## Облога
Париж обороняло близько 350 000 чоловік, у тому числі 5000 митників, сторожів і лісничих, 3000 жандармів, 14 000 морських піхотинців, 2000 зуавів. У розташуванні паризьких захисників було 2627 фортечних гармат (з яких на фортах було 1 389), 6 плавучих броненосців, 1 бойова яхта і 9 канонерських човнів. У місті було зосереджено запасів продовольства на 12 тижнів: 30 000 биків, 6000 свиней, 180 000 баранів.
Канцлер Пруссії Отто фон Бісмарк пропонує почати безладне бомбардування Парижа з метою якомога швидше придушити опір французів. Але не всі прусські генерали погодилися з Бісмарком. Багато хто став стверджувати, що безладна стрілянина по місту призведе до великої кількості цивільних смертей. Але Бісмарк був непохитний. Він розумів, що із взяттям Парижа послідує негайна капітуляція всієї Франції. В Берлін з Великої Британії та Росії все частіше надходили ноти протесту цій війні. Канцлер Пруссії, побоюючись втручання в франко-прусської війни третьої великої держави, бажав будь-якими засобами якомога швидше закінчити її.
Тим часом головнокомандуючий військами Парижа Луї Трошю зрозумів, що місто повністю оточене, союзних військ поблизу немає, і що місто належить обороняти його армії самій. Боєздатність Національної гвардії була недостатньою, а боєздатні гарнізонні війська були надто нечисленні, щоб протистояти німцям. В ході облоги Парижа Трошю допустив багато помилок. Так замість того, щоб перешкоджати просуванню німців, Трошю припускав, що головнокомандувач німецької армії Мольтке вирішить штурмувати місто. Французький головнокомандувач сподівався, що штурм німців обов'язково повинен провалитися і тільки тоді французи зможуть перейти в контратаку. Однак Мольтке не планував штурмувати місто, тому що він розумів, що обороноздатність Парижа при штурмі буде дуже високою і що всі німецькі атаки будуть відбиті. Як вже раніше згадувалося, німецькі військові відхилили пропозицію Бісмарка розпочати бомбардування міста, мотивуючи це тим, що це викличе велике невдоволення світової громадськості. Натомість, був розроблений план, за яким передбачалося тримати місто в облозі, поки його мешканці не почнуть голодувати.
Через кілька днів, Трошю зрозумів, що штурму не буде. 30 вересня він дозволив 20000 корпусу почати наступ проти Третьої німецької армії з метою хоча б на час прорвати облогу міста. Але атака не принесла очікуваних результатів. 13 жовтня пруським військам, що тримали в облозі Париж, підійшли підкріплення — баварські загони.
29 жовтня генерал, головнокомандувач північної фортеці Парижа, без вищестоящих наказів напав на прусські війська в Ле Бурже. Атака була несподіваною і прусські війська покинули це північне передмістя Парижа. Мольтке віддав наказ негайно повернути це передмістя під контроль прусських військ. Після битви при Ле Бурже прусські війська зуміли повернути собі втрачену територію. І хоча Ле Бурже не мав ні географічної, ні військової цінності, в Парижі звістка про повторну здачу Ле Бурже викликала велику зневіру.
Париж уже починав голодувати і на Трошю, як на головнокомандувача військовими силами столиці, лягла велика відповідальність за подальшу долю міста. 30 листопада була зроблена одна з останніх спроб прорвати кільце оточення. 80000 французів напали на Вюртемберзькі війська. Але атака закінчилася невдачею.
Протягом зими в прусському штабі почали виникати напружені відносини. Відповідальні за облогу міста Мольтке і Блюменталь почали турбуватися з приводу тривалої облоги. Слова Бісмарка про бомбардування міста все частіше звучали в прусських штабах. Час минав, і занепокоєння серед прусських головнокомандуючих все більш зростало. Німці боялися, що французи, бачачи нерішучість прусської армії під Парижем, захочуть взяти реванш у війні. Нові армії створювалися у Франції з вражаючою швидкістю. Бісмарк дуже боявся, що Франція зможе в будь-який момент переконати будь-яку сильну державу на континенті напасти на Пруссію (з цією місією в Петербург буде відправлений Адольф Т'єр, щоб умовити царський уряд виступити на боці Франції, але Олександр II не прийме його пропозиції). Незабаром для головнокомандувача Мольтке знайдеться нова причина для переживань: взимку було важко здійснювати поставки продовольства і озброєння німецьким частинам, які оточили Париж. Голодували і парижани, і тримаючі їх в облозі німці. Через недоїдання і сильні морози прусські солдати сильно ослабли. Незабаром у німецькій армії спалахнув туберкульоз. Крім того, Мольтке був змушений весь час знімати частину солдатів, що облягали місто, для відбиття нападу інших французьких армій.
До середини зими в Парижі закінчилися запаси продовольства і палива. Жителі міста зрубали всі дерева в парках для опалення в квартирах. На вулицях міста не можна було зустріти жодної собаки або кота: всіх їх уже з'їли парижани. Навіть єдина пара слонів в місті і та була вжита в їжу.

## Капітуляція Парижа
19 січня 1871 р. французами була зроблена остання спроба прорвати оточення міста. Битва при Бюзенвале стала однією з останніх битв франко-прусської війни. 90000 французьких солдатів здійснили відчайдушну атаку на прусський штаб на захід від Парижа. Але і ця атака, як практично всі вилазки з міста, були відбиті німецькою армією. Французькі генерали, бачачи безперспективність подальшого опору, капітулювали з 249 142 захисниками міста. 25 січня 1871 Вільгельм I наказав Мольтке проконсультуватися у Бісмарка з приводу подальшої облоги міста. Можна вважати, що Бісмарк ненадовго став головнокомандувачем німецькою армією. Канцлер Пруссії наказав негайно відкрити вогонь по місту з важких гармат. До 28 січня Париж бомбардували з великокаліберних гармат. Усього за кілька днів місту було завдано збиток більший, ніж за всі попередні та наступні облоги. У ході бомбардування постраждало 47 000 парижан. 28 січня місто остаточно капітулювало.
18 січня в Версалі Вільгельм I оголосив про створення Німецької імперії, а себе оголосив одноосібним правителем — німецьким імператором. Так Пруссія остаточно закріпила свою перемогу. До Північно-німецького союзу були приєднані кілька південнонімецьких держав.
17 лютого 1871 прусська армія влаштувала невеликий парад перемоги в Парижі. Бісмарк дотримувався перемир'я, підписаного незабаром після здачі Парижа, і навіть посилав гуманітарну допомогу парижанам.

## Додаткові факти

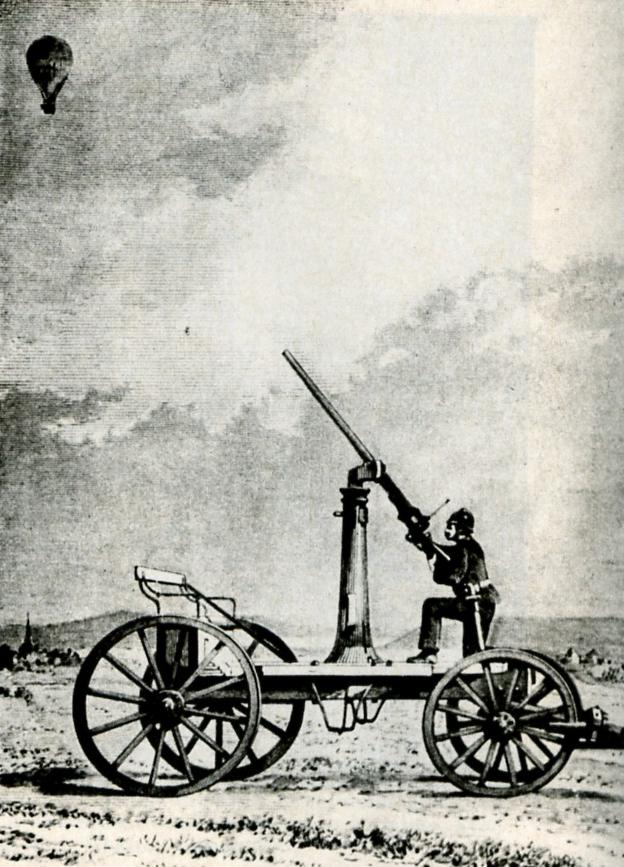
Малюнок першої відомої зенітної гармати — Ballonabwehrkanone — створеної Альфредом Круппом для боротьби з повітряними кулями парижан

- Після того, як взимку в обложеному німцями Парижі стали закінчуватися продукти харчування, в ресторанних меню все частіше з'являлися такі написи: «м'ясний бульйон (кінь)», «рагу (щур)», «пудинг (кінь)».
- Під час облоги міста широко застосовувалася голубина пошта. Спочатку голуби летіли в Тур, але потім, після перебазування головного штабу французів в Пуатьє, голуби вже прямували туди. Тур знаходиться за 200 км від Парижа, а Пуатьє за 300 км.
- Повітряна куля також використовувалася як метод передачі листів. За весь період облоги міста було виконано 65 польотів, переправлено 164 пасажири і 11 тонн пошти. Вартість відправлення одного листа на повітряній кулі становила 20 сантимів. В основному всі польоти здійснювалися вночі. Не всі польоти завершувалися вдало. Так 2 кулі було втрачено в морі, шість куль було перехоплено німцями при посадці. Випадково був поставлений світовий рекорд по дальності польоту на повітряній кулі. Одна куля благополучно приземлилася в норвезькому лісі. Дальність польоту склала приблизно 1410 км.